# Blaser

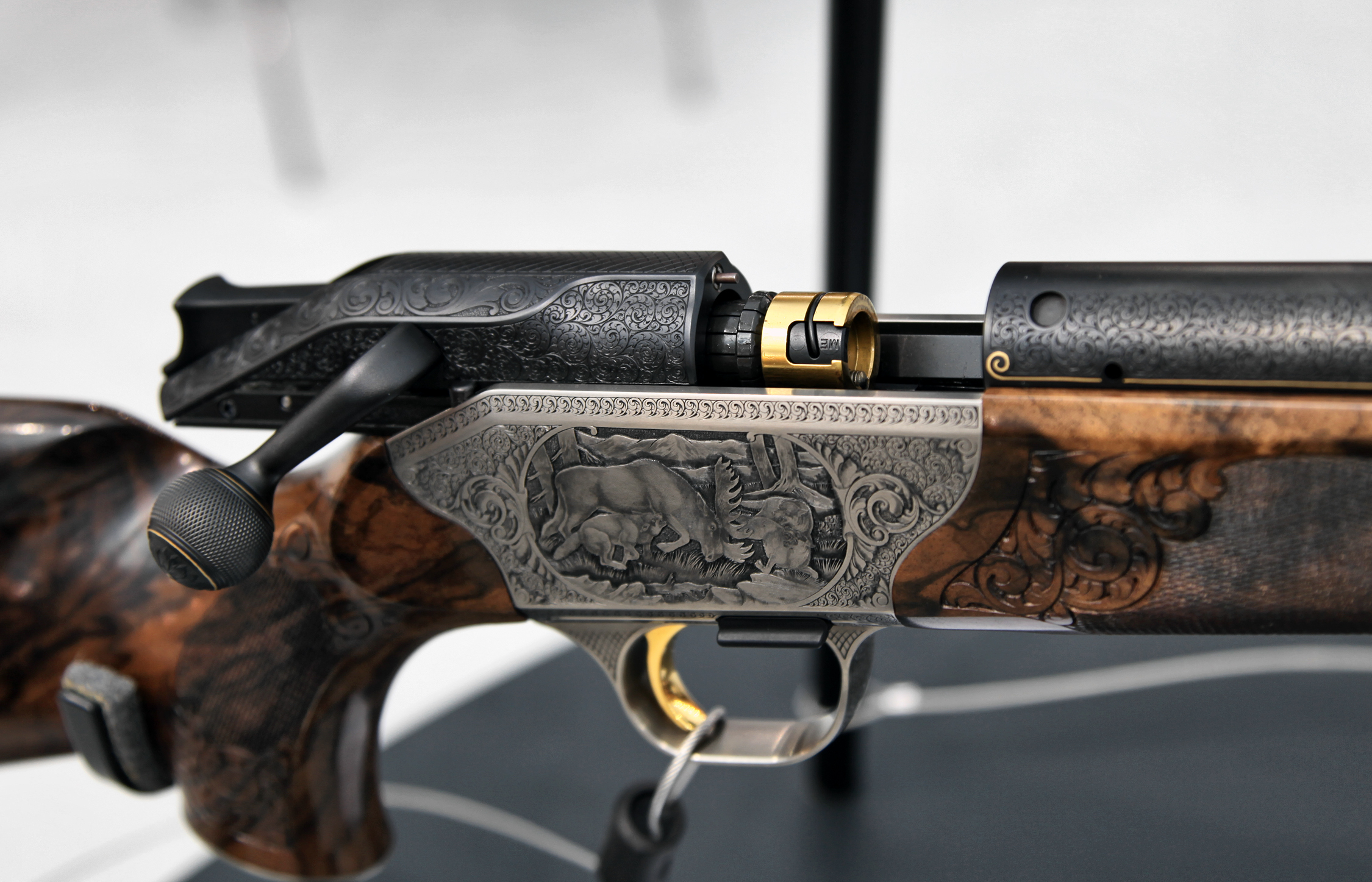
9.3×62mm Blaser R8 Custom Grade IV

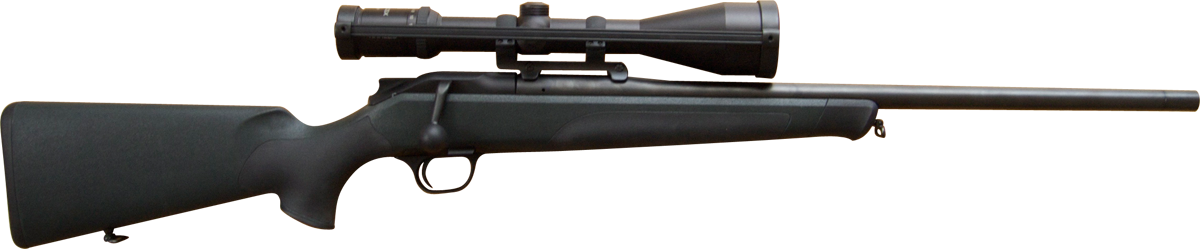
Blaser R8

Blaser Jagdwaffen GmbH (pronunciado: Blah-zer) é uma fabricante de armas de fogo, espingardas finas e fuzis, tanto na caça quanto na tática, na Alemanha.
Foi fundado em 1957 pela Horst Blaser, desenvolvendo o drilling Blaser Diplomat.
Em 1993, desenvolveu o fuzil de caça Blaser R93 de ação direta, um grande sucesso no mercado europeu por causa de seu foco principal em segurança e design inovador do parafuso. Blaser faz seus canos por forjamento a martelo. A série R93 pode mudar de calibres em minutos com muito pouco esforço.
Nos primeiros 10 anos foram fabricados mais de 100.000 fuzis de ação direta R93.
Fundiu-se com a SIGARMS em 1997, mas continua gerando e desenvolvendo fuzis de caça de forma autônoma.
Em 1999, a SIGARMS começou a distribuição da Blaser nos EUA.
Hoje, seu portfólio de produtos inclui modelos de ação de parafusos (R8 e R93), arma de combinação (Furadeiras e fuzis duplos), espingardas (Blaser F3 e F16) e fuzis de tiro simples.
Em setembro de 2008, a Blaser estabeleceu uma sede em San Antonio, Texas.